# Iglagöl (Åseda socken, Småland)
Iglagöl är en sjö i Uppvidinge kommun i Småland och ingår i Alsteråns huvudavrinningsområde.